# Большой Сампсониевский проспект
Большо́й Сампсо́ниевский проспект — крупная магистраль в Санкт-Петербурге, в Выборгском районе города на правом берегу реки Невы. Начинается от Пироговской набережной и заканчивается на стыке с Новосильцевским переулком, после которого продолжается на север проспектом Энгельса. В советское время назывался проспектом Карла Маркса как основоположника государственной идеологии тех лет.

## История и достопримечательности
В шведские времена здесь шла старая дорога из Ниеншанца на Выборг и Финляндию, принадлежавшие шведской короне.
Первый участок трассы будущего Сампсониевского проспекта сформировался в 1730-х годах севернее Сампсониевского собора как часть дороги на Выборг. По имени собора проспект и получил своё название: с 1739 года это Сампсониевская или Сампсоньевская Перспективная улица. С 1776 года слово «перспективная» совершенно исчезло из названия. Район активно застраивался зданиями различного назначения: в 1798 году была построена Военно-Хирургическая академия (с 1881 года — Военно-медицинская), открывались заводы и фабрики.
С 1820-х годов улица называлась уже Сампсониевский или Большой Сампсониевский проспект. Лишь в 1846 году проспект вытянулся во всю свою нынешнюю длину, прежде он заканчивался на пересечении с современной улицей Александра Матросова, далее начинался Выборгский тракт. В мае 1918 года в честь столетия Карла Маркса проспект был переименован в его честь (по другим данным, это произошло в 1923 году), и назывался «Проспект Карла Маркса» до 4 октября 1991 года, когда на волне десоветизации и возвращения прежних названий на карте города вновь появился Большой Сампсониевский проспект.

### Сампсониевский собор

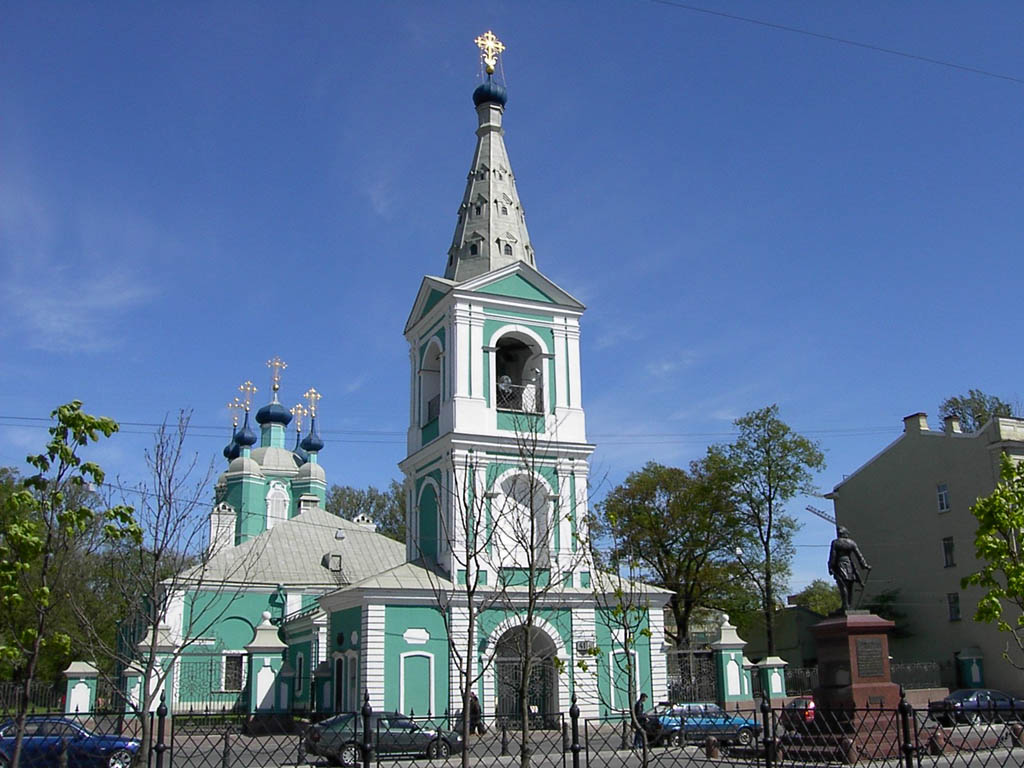
Сампсониевский собор и памятник Петру I

Участок домов № 39—41 занимает Сампсониевский собор. Он был построен архитектором П. А. Трезини в 1728—1740 годах на месте деревянной Сампсониевской церкви. «Юбилейный» домик, часовня и сторожка при соборе были возведены при реставрации собора в 1908—1909 годах А. П. Аплаксиным при участии Н. Е. Лансере. Тогда же напротив собора, на углу Большого и Малого Сампсониевского проспектов появился памятник Петру I (скульптор М. М. Антокольский, архитектор Н. Е. Лансере). Памятник был убран в 1930-е годы, восстановлен в 2003 году, к 300-летию города.
В ограде собора похоронены казнённые 27 июня (8 июля) 1740 А. П. Волынский, А. Ф. Хрущов и архитектор П. М. Еропкин. На могиле установлен памятник (архитектор М. А. Щурупов, барельеф работы А. М. Опекушина).

### Больницы, поликлиники, госпитальная слобода
Пространство от Невы до улицы Комиссара Смирнова занимают здания Военно-медицинской академии.
| - Памятник С. П. Боткину | - Гигиея на своём нынешнем месте — перед штабом Академии | - Памятник Я. В. Виллие ещё перед штабом Академии |

В сквере на углу Боткинской улицы и Большого Сампсониевского проспекта 25 мая 1908 года установлен памятник С. П. Боткину (скульптор В. А. Беклемишев). Памятник развернут лицом к бывшей Михайловской клинической больнице имени Я. В. Виллие (архитектор К. Я. Соколов, современный адрес — (улица Академика Лебедева, дом № 6 литера А), в которой работал знаменитый врач. На стене у входа в клинику установлена мемориальная доска. С 1872—1873 года в том же сквере поблизости от памятника С. П. Боткину была установлена статуя «Гигиея» — скульптура-фонтан работы скульптора Д. И. Иенсена. Затем, с 1960-х годов статуя украшала сквер на противоположной стороне Боткинской улицы. В 1996 году перекресток получил имя площади Военных Медиков, скульптура Гигиеи была перенесена в сад у фасада штаба Военно-медицинской академии (улица Академика Лебедева, дом № 6), а на её месте был открыт мемориал памяти военных медиков (архитектор Ю. К. Митюрев, скульптор Б. А. Петров).
В саду Военно-медицинской академии, который занимает все внутреннее пространство между улицей Академика Лебедева, Клинической улицей, Боткинской улицей и Большой Сампсониевским проспектом, установлен памятник Я. В. Виллие (скульптор Д. И. Иенсен, архитектор А. И. Штакеншнейдер). Этот памятник изначально (с 1859 года) находился перед фасадом здания штаба Военно-медицинской академии, там, где сейчас установлена статуя Гигиеи. В 1949 году, в разгар компании борьбы с космополитизмом, памятник был демонтирован и только в 1964 году вновь установлен, но уже в саду Военно-медицинской академии. В постсоветскую эпоху, несмотря на статус наследия федерального уровня, памятник сильно пострадал: были утрачены украшавшие его бронзовые барельефы, рассказывающие о жизни Я. В. Виллие.
На участке между Литовской улицей и улицей Александра Матросова (дом 3) по правой стороне Большого Сампсониевского проспекта тянется территория Педиатрического института. Изначально комплекс зданий городской детской больницы в память Священного коронования Их Императорских Величеств был построен в 1901—1905 годах архитектором М. И. Китнером. В 1916 году к ним добавились здания, построенные С. С. Кричинским. В 1925—1935 годы здесь находился Институт охраны материнства и младенчества.

### Рабочие окраины старого Петербурга
Большая часть пространства между Выборгской набережной и Большим Сампсониевским проспектом от Евпаторийского переулка до улицы Александра Матросова занято промышленными зданиями. Здесь представлены типичные образцы кирпичной промышленной архитектуры конца XIX — начала XX века и более новые корпуса, относящиеся к 1970-м годам.
Участок площадью в 8 га между Большим Сампониевским, улицами Кантемировской и Александра Матросова и Выборгской железнодорожной линией занимали здания завода «Климов». В его составе — мастерская «Русский Рено», построенная в 1916 году по проекту Алексея Бубыря.
Участок от Большого Сампсониевского проспекта (дома № 28—30) до Выборгской набережной (дом № 19) занимал завод «Людвиг Нобель» (в советское время «Русский дизель»). Часть дворовых корпусов у дома № 28 были построены в 1893—1896 годах по проекту архитектора В. А. Шретера. Большинство производственных зданий завода (от дома № 30 до набережной) и ворота были построены в 1902, 1905—1907 и 1910 годах по проекту Р.-Ф. Мельцера (позже частично перестроены). По адресу Выборгская набережная, дом № 19 находится бывший особняк и контора Э. Нобеля. Здание было перестроено Р.-Ф. Мельцером в 1897 и 1902—1903 годах. Склады завода (Большой Сампсониевский, 30, левая часть) были построены в 1902 году (архитектор Э. Ф. Мельцер).
Напротив, с нечётной стороны Большого Сампсониевского расположен комплекс жилых домов для рабочих и служащих завода «Людвиг Нобель» (т. н. «Нобельский городок»). Все эти здания находятся между Лесным и Большим Сампсониевским проспектами, но значатся по Лесному проспекту под номером 20 (корпуса). На Лесном проспекте проезд замыкается доходным домом Нобеля работы Ф. И. Лидваля. Напротив доходного дома находится особняк Э. Нобеля (1902—1904, Р.-Ф. Мельцер, Э. Ф. Мельцер. В 1910 году здание перестраивалось по проекту Ф. И. Лидваля — было пристроено крыло во дворе для сестры Э. Нобеля Марты Нобель-Олейниковой). Рядом с особняком находился народный дом-библиотека (1897—1901, архитектор Р.-Ф. Мельцер). Корпуса № 6 и № 9—14 Нобелевского городка построены в 1898 и с 1904 по 1909 год по проекту Р.-Ф. Мельцера.
На участке Большой Сампсониевский проспект, дом № 60 — Гельсингфорсская улица, дом № 2 располагается комплекс зданий телефонного завода шведского предпринимателя Ларса Магнуса Эрикссона в Санкт-Петербурге. Главное здание построено в 1899 году архитектором К. К. Шмидтом.
На углу Большого Сампсониевского проспекта (дом № 62) и Гельсингфорсской улицы (дом № 1) находилась Невская ниточная мануфактура. Цеха во дворе строились в 1911 году по проекту Н. В. Васильева. Позже здания перестраивались и расширялись.
Весь квартал, протянувшийся вдоль улицы Александра Матросова от набережной до Большого Сампсониевского проспекта, дом № 66 включительно значится по адресу улица Александра Матросова, дом № 1. Здесь находились Соединённые механические заводы «Новый Лесснер». Часть производственных помещений, находящихся во дворе, построена в 1898 году (архитектор К. К. Шмидт). В 1916—1917 годах по проекту инженера-техника С. И. Беляевского было перестроено и надстроено здание конторы, построена амбулатория и цеха.

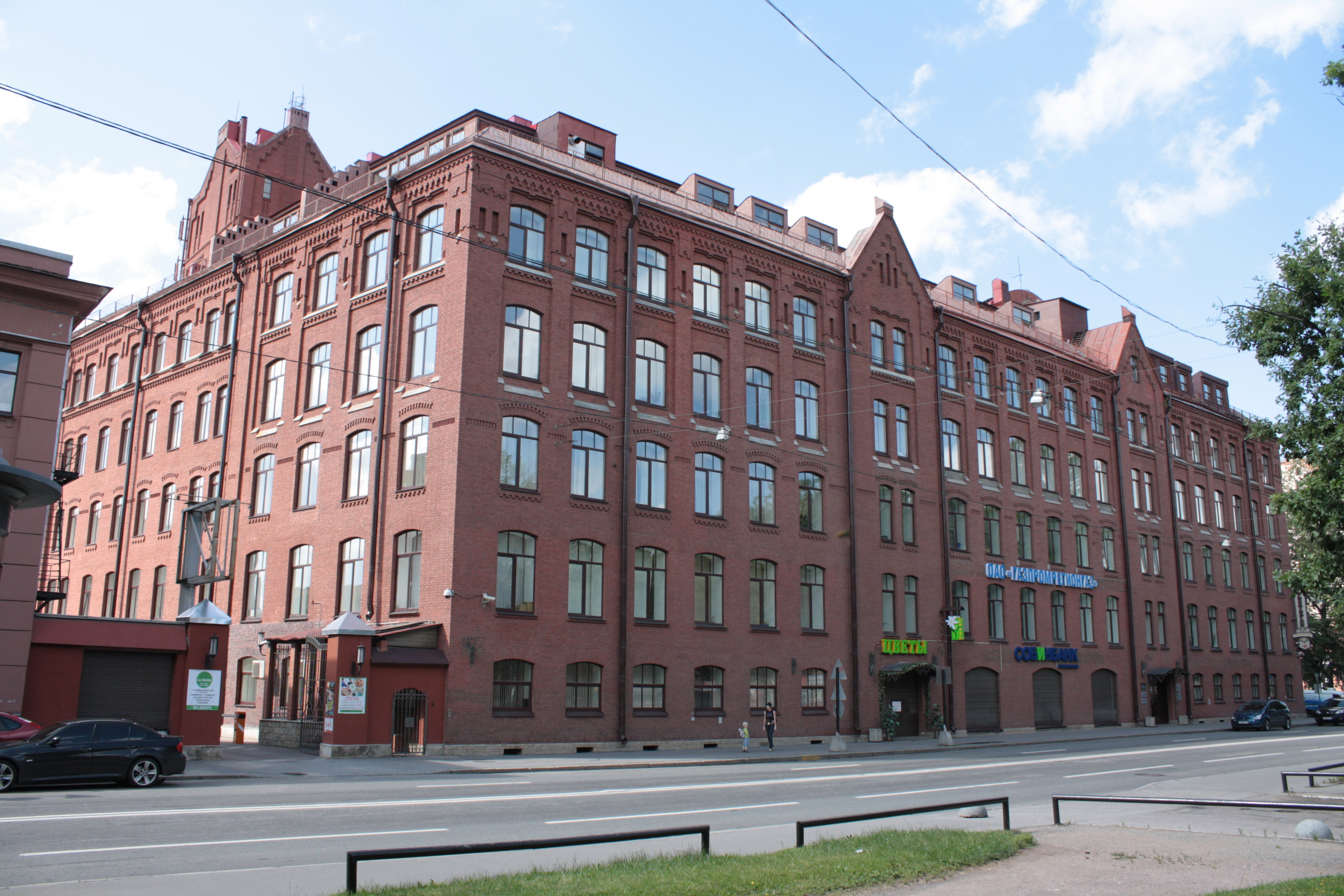
Завод Эрикссона
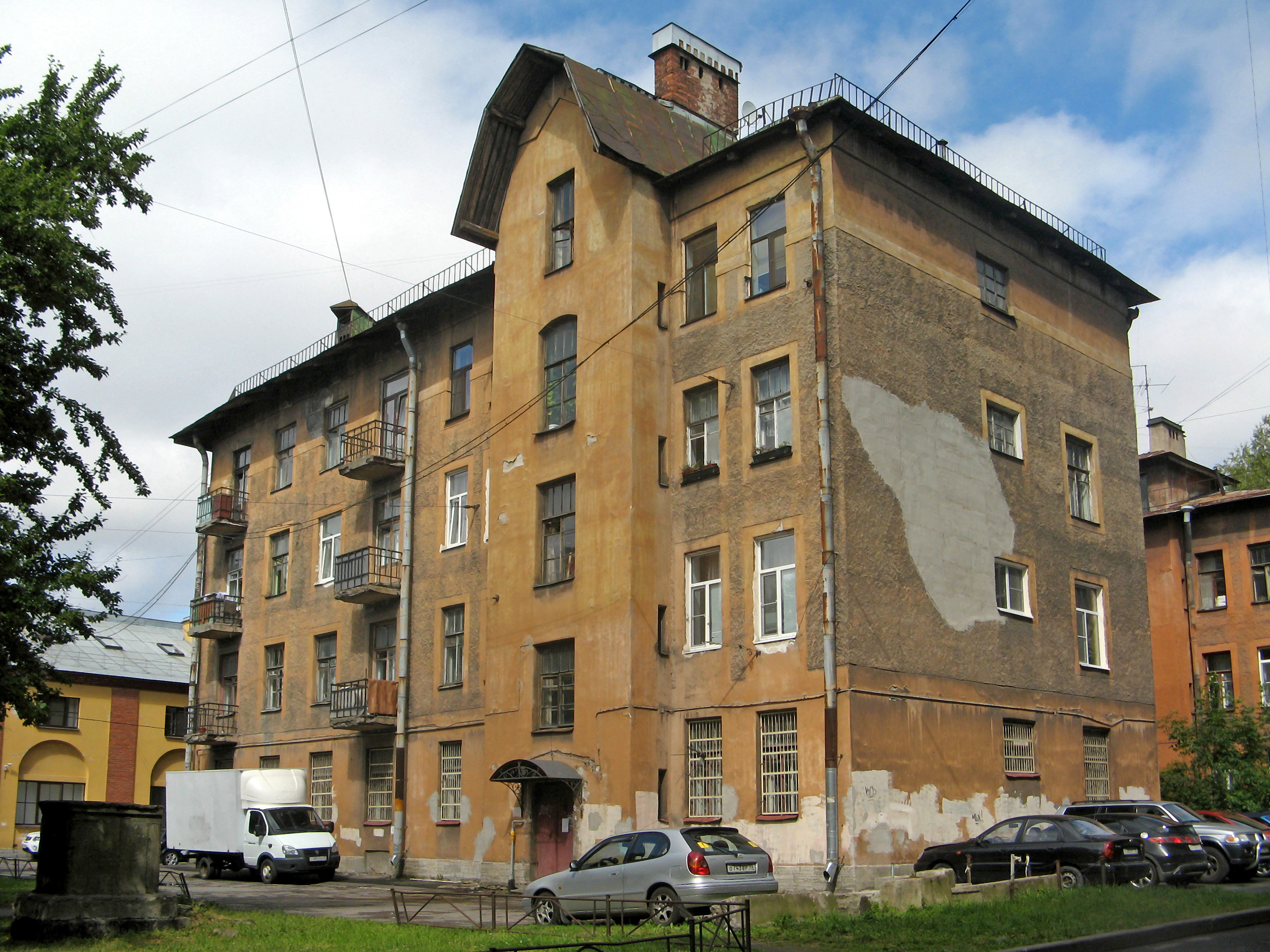
Один из домов «Нобельского городка»

### Церковь Святой Анны Кашинской
Большой Сампсониевский проспект, д. № 53 — подворье Введено-Оятского женского монастыря. Построена в 1907—1909 годах, архитектор А. П. Аплаксин.

### Рядовая застройка
- На углу Большого Сампсониевского проспекта (дом № 4) и Саратовской улицы (дом № 1) находился шестиэтажный доходный дом, построенный в 1911 году по проекту Л. В. Богусского. Снесён в 1990-е годы[12].
- № 21 (угол с Выборгской улицей) — доходный дом М. С. Плотникова, 1912—1913, архитектор Л. В. Богусский[13]. Расселён в 2019 году[14].
- № 28, корпус 2, — бизнес-центр (2015[15])
- № 29 — доходный дом, построен в 1880 году по проекту П. О. Осипова
- № 35 / Нейшлотский переулок, дом № 2 — жилой дом прихода Сампсониевского братства, 1889, архитектор А. В. Иванов.
- № 39 — здание приюта Сампсониевского братства, 1901, архитектор П. И. Гилев.
- На углу с улицей Александра Матросова (дом № 12) находится построенный в 1901 году бывший доходный дом. Архитектор А. Г. Беме. Дом был надстроен в более позднее время.
- № 50 — доходный дом, построенный в 1897 году (архитектор П. М. Мульханов).
- № 63 — Военный институт физической культуры Минобороны России.
- № 66, литера О, — Кузнечный цех Механического завода имени Карла Маркса (1928; в 2022 году капитально отремонтирован под торговый комплекс[16])
- № 70—74 — самый протяжённый дом на проспекте. Дома 70 и 72 построены для Машиностроительного завода имени Карла Маркса, здание 74 — для НИИ телевизионной техники и техники радиовидения[17].
- № 79 — жилой дом в стиле сталинский ампир. В здании находился кинотеатр «Спорт»[18]
- № 84 — четырёхэтажный дом с надстроенной мансардой. Бывший доходный дом Э. И. Гейдериха. Год постройки 1908. Архитектор В. И. Шене.
- № 94 — пятиэтажный жилой дом, построенный в 1951 году А. В. Жуком.
- № 108 — жилой дом, построенный в 1953—1956 годах по проекту архитектора В. Ф. Белова в стиле сталинского ампира, в 2022 году объявлен выявленным объектом культурного наследия[19][20][21][22].

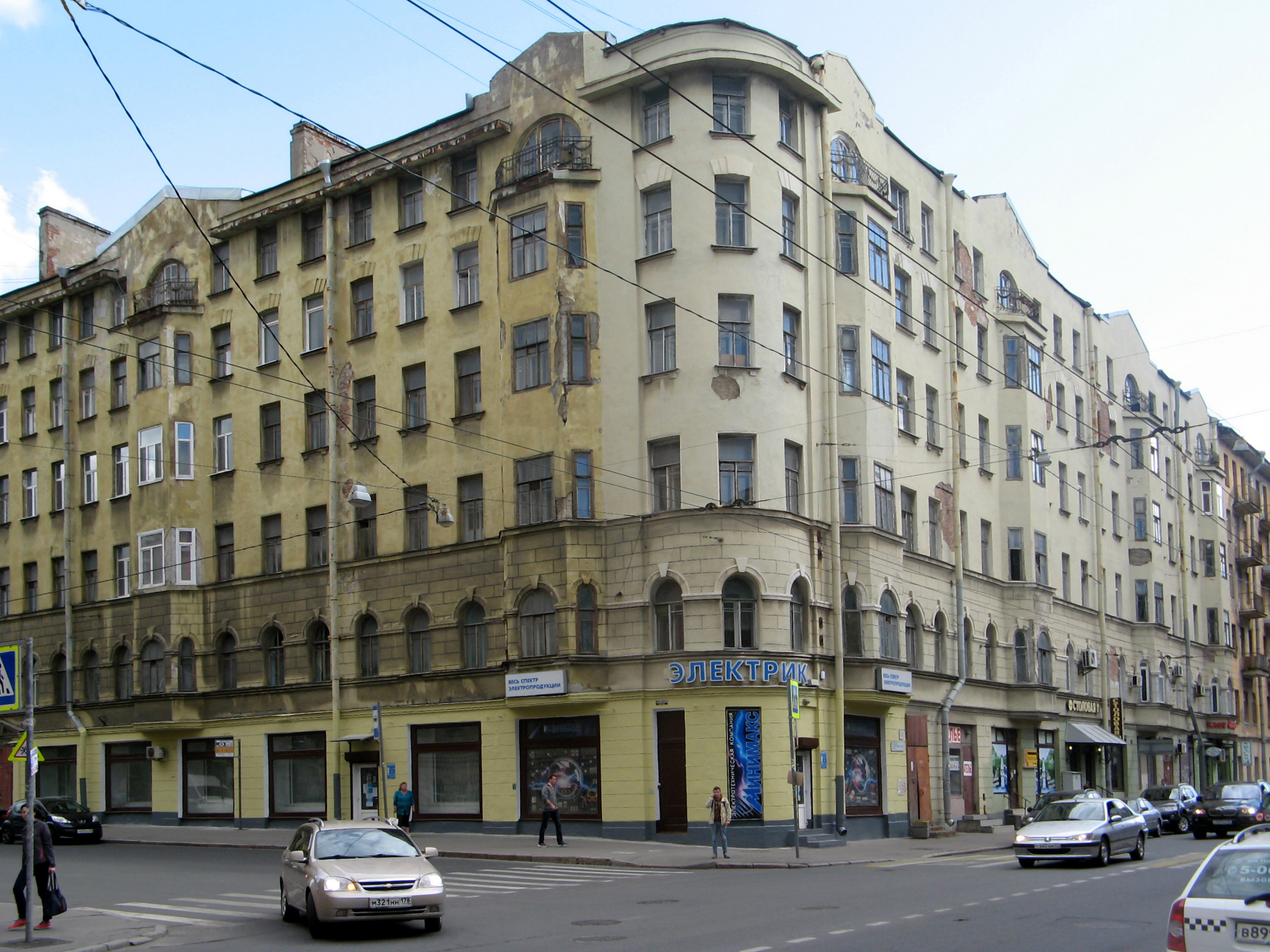
Дом № 21
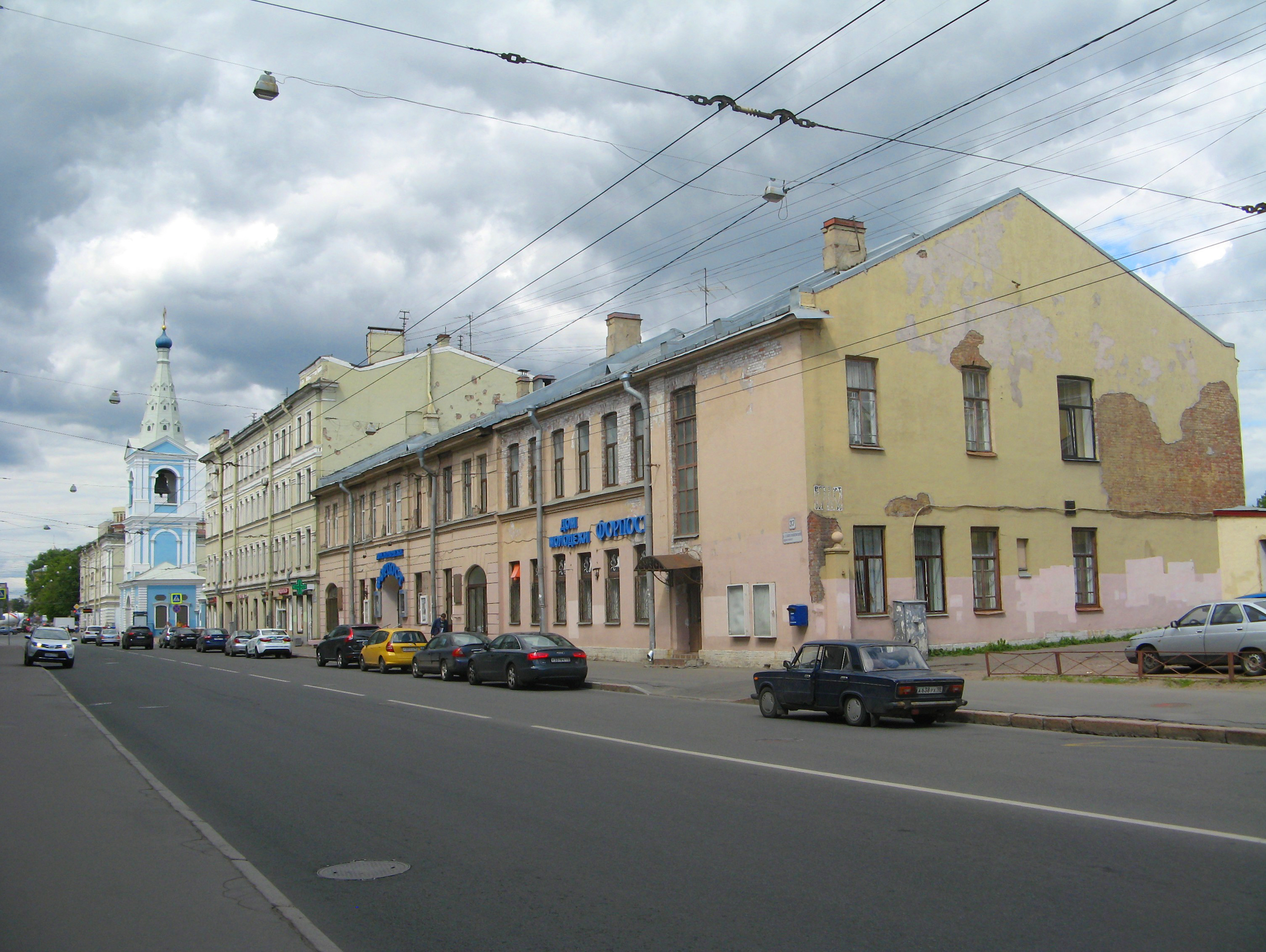
Дома № 37 и 39

### Сады, парки, скверы
Кроме сада Военно-Медицинской академии и многочисленных скверов у жилых домов, к Большому Сампсониевскому проспекту примыкают:
- Выборгский сад (у пересечения с улицей Комиссара Смирнова)
- Сампсониевский сад (у Сампсониевского собора)
- Гренадерский сад (между пересечением с Гренадерской улицей и c Крапивным переулком)
- Воронинский сквер (у пересечения с улицей Капитана Воронина)

### Памятники героям войны

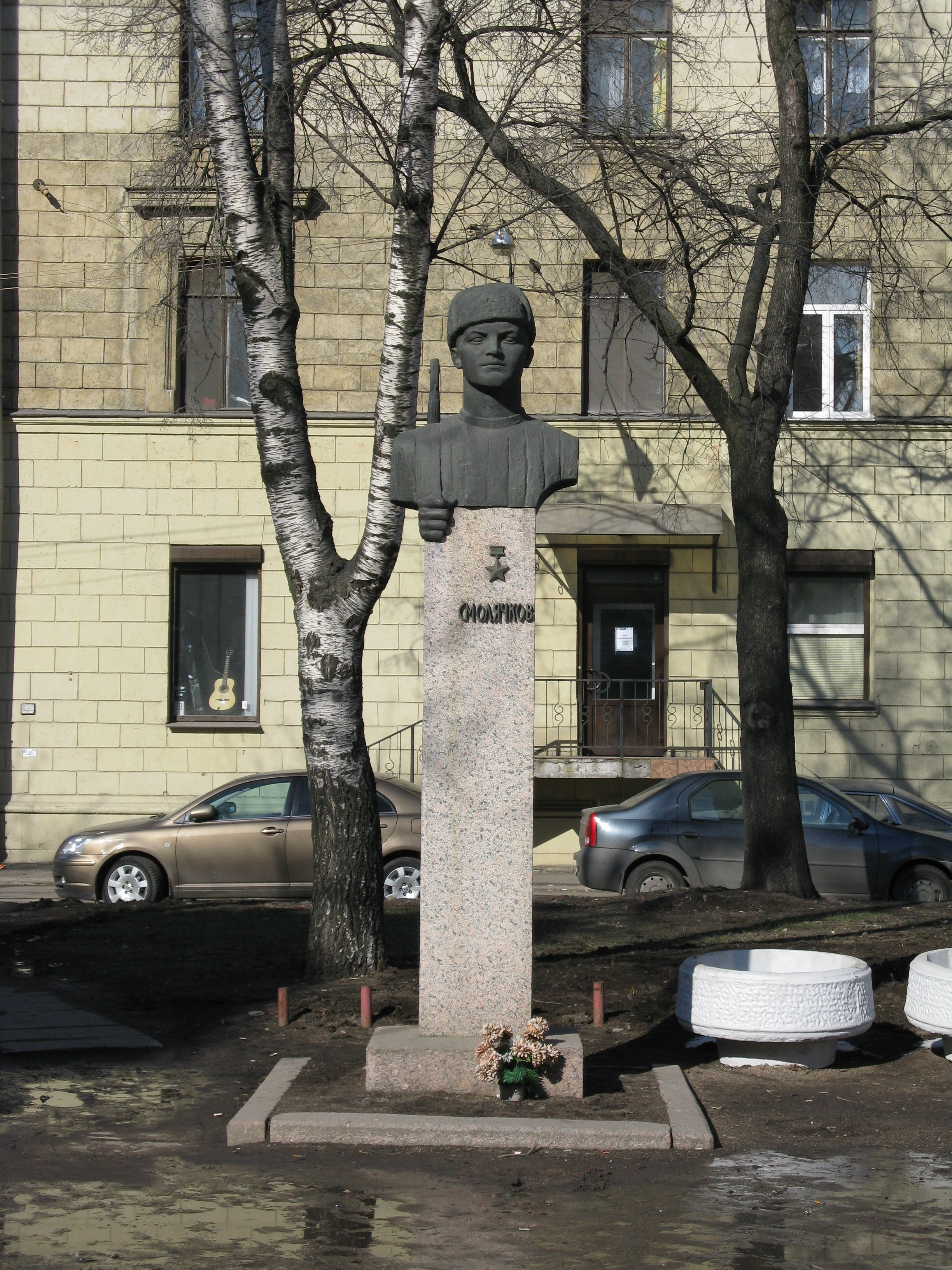
Памятник Ф. А. Смолячкову

На углу с улицей Смолячкова в небольшом сквере 22 февраля 1968 года был установлен бюст героя Советского Союза Ф. А. Смолячкова (скульптор А. А. Киселев, архитектор В. А. Потапов).
В сквере на углу с улицей Александра Матросова 7 мая 1968 года был открыт памятник Александру Матросову (скульптор Л. М. Торич, архитектор Л. И. Шимаковский)
Во дворе НПО специальных материалов (Большой Сампсониевский проспект, дом № 28А) 7 мая 1990 года был открыт бюст А. И. Маринеско (скульптор М. Анануров, архитектор А. П. Чернов).

### Новейшая история
В 1990-е годы было снесено множество домов от Финляндского проспекта до гостиницы «Санкт-Петербург». На месте снесённых зданий был построен высотный комплекс «Монблан» (Большой Сампониевский пр., 4-6, литера А). Это сооружение более чем в полтора раза превышает городской высотный регламент и, по мнению специалистов, необратимо искажает историко-архитектурные панорамы берегов Невы. В 2014 году «Монблан» был внесён в «Список диссонирующих объектов», нарушающих архитектурную гармонию сложившейся петербургской застройки.
В 2016 году начался снос корпусов машиностроительного завода имени Карла Маркса (до революции — «Новый Лесснер»). В 2021 году на этом месте был сдан жилой комплекс. На участке по адресу Большой Сампсониевский проспект № 66, корпус 3 построен детский сад (.
На участке завода имени Климова, проданной в 2019 году столичной группе «Пик» были снесены заводские постройки, вырублена березовая аллея, идущая вдоль Большого Сампсониевского проспекта и построены жилые дома. Они носят тот же номер 69, под которым значились цеха завода Климова. К декабрю 2022 года сданы следующие корпуса:
1, 2, 3, 4, 5, 7.
Во дворе у площади Климова по адресу Большой Сампсониевский, 74, корпус 2 в 2020 году построили апарт-отель.
Участок Большой Сампсониевский, 77 — 1-й Муринский, 7 занимали производственные корпуса кондитерской фабрики товарищества «Ландрин» (в советское время — фабрика Микояна, в постсоветское — «Азарт»). В 2010-е годы земля была продана владельцами под застройку жильём. В 2019 году по адресу Большой Сампсониевский, 77 был сдан жилой дом)

## Пересечения
- Пироговская набережная
- Клиническая улица
- Финляндский проспект
- Боткинская улица (площадь Военных Медиков)
- Сахарный переулок
- улица Комиссара Смирнова
- Евпаторийский переулок
- Выборгская улица
- улица Фокина / Нейшлотский переулок
- Малый Сампсониевский проспект
- Гренадерская улица
- Крапивный переулок
- улица Смолячкова
- Ловизский переулок
- Тобольская улица
- Бастедонов переулок
- Беловодский переулок
- Гельсингфорсская улица
- Литовская улица
- улица Александра Матросова
- Кантемировская улица / Белоостровская улица (площадь Академика Климова)
- улица Капитана Воронина
- 1-й Муринский проспект
- Земледельческая улица
- Институтский переулок
- Выборгское направление Октябрьской железной дороги (проезд под мостом)
- Сердобольская улица
- Новосильцевский переулок

## Транспорт

Паровой трамвай
у Сампсониевского собора

На участках от Новосильцевского переулка до 1-го Муринского проспекта, от Гренадерской улицы до улицы Смолячкова и от Финляндского проспекта до Боткинской улицы проложены трамвайные пути, используемые маршрутами № 6, 20, 38, 48. Ранее трамвайные пути существовали практически на всём протяжении проспекта и использовались ещё паровым трамваем. Движение электрического трамвая началось в 1932 году. В 1956 году были демонтированы пути от Боткинской улицы до Малого Сампсониевского проспекта, в 1975 году — от Малого Сампсониевского проспекта до Гренадерской улицы, в 2004 году — от 1-го Муринского проспекта до улицы Смолячкова (один путь — до Гренадерской улицы).
На участке от Гренадерской улицы до улицы Комиссара Смирнова существует линия троллейбусного сообщения, но в регулярном маршрутном движении она не используется с 2000 года.
По проспекту также проходит несколько автобусных маршрутов: № 14, 86, 267.
Недалеко от проспекта расположены станции Петербургского метрополитена «Площадь Ленина», «Выборгская» и «Лесная», а также железнодорожная станция Ланская.